# Trachusa barkamensis
Trachusa barkamensis là một loài Hymenoptera trong họ Megachilidae. Loài này được Wu mô tả khoa học năm 1986.